# Berkshire (Vermont)
Berkshire es un municipio situado en el condado de Franklin, Vermont, Estados Unidos. Tiene una población estimada, a mediados de 2023, de 1604 habitantes.

## Geografía
Está ubicado en las coordenadas 44°58′19″N 72°44′34″O / 44.97194, -72.74278 (44.971934, -72.742841).

## Demografía
Según la estimación 2019-2023 de la Oficina del Censo, los ingresos medios de los hogares son de $76,894 y los ingresos medios de las familias son de $94,063. Alrededor del 12.8% de la población está por debajo de la línea de pobreza.

## Localidades
- East Berkshire